# Pheugopedius columbianus
Pheugopedius columbianus, "colombiagärdsmyg", är en fågelart i familjen gärdsmygar inom ordningen tättingar. Den betraktas oftast som underart till marmorgärdsmyg (Pheugopedius sclateri), men urskiljs sedan 2016 som egen art av Birdlife International och IUCN.
Fågeln förekommer i Anderna i Colombia (Valle och Cundinamarca). Den kategoriseras av IUCN som livskraftig.